# Strigoderma
Strigoderma är ett släkte av skalbaggar. Strigoderma ingår i familjen Rutelidae.

## Dottertaxa tillStrigoderma, i alfabetisk ordning[1]
- Strigoderma angulicollis
- Strigoderma arboricola
- Strigoderma auriventris
- Strigoderma biolleyi
- Strigoderma callosa
- Strigoderma castor
- Strigoderma catamaya
- Strigoderma chalybeicollis
- Strigoderma columbica
- Strigoderma contracta
- Strigoderma costarica
- Strigoderma costulata
- Strigoderma costulipennis
- Strigoderma exigua
- Strigoderma festiva
- Strigoderma floricola
- Strigoderma guatimalicus
- Strigoderma haenschi
- Strigoderma heraldica
- Strigoderma knausi
- Strigoderma lampra
- Strigoderma longicollis
- Strigoderma marginata
- Strigoderma mexicana
- Strigoderma micans
- Strigoderma nodulosa
- Strigoderma orbicularis
- Strigoderma peruviensis
- Strigoderma physopleura
- Strigoderma pimalis
- Strigoderma popillioides
- Strigoderma presidii
- Strigoderma protea
- Strigoderma pygmaea
- Strigoderma rutelina
- Strigoderma sallaei
- Strigoderma sulcipennis
- Strigoderma teapensis
- Strigoderma tomentosa
- Strigoderma tucumana
- Strigoderma vestita
- Strigoderma villosula
- Strigoderma viridicollis